# ジョン・ウォーク
ジョン・ウォーク（John Wark、1957年8月4日 - ）は、スコットランド・グラスゴー出身の元サッカー選手で指導者。現役時代のポジションはMF。
スコットランド代表として1982年のスペインワールドカップに出場、ニュージーランド戦で2得点を挙げた。代表通算成績は29試合7得点。

## 経歴
2度の移籍を挟んで、約19シーズンをイプスウィッチ・タウンFCでプレーした。1980-81年シーズンには、UEFAカップ得点王となる活躍でUEFAカップ優勝、更にリーグ2位の成績に貢献し、 PFA年間最優秀選手賞、ブラヴォー賞 、PFAベストイレブンなどの賞を総なめにした。1984年から1988年まではリヴァプールFCでプレー、余り出場機会を得られなかったが、2度のフットボールリーグファーストディビジョンを果たした。その後イプスウィッチに復帰した。イプスウィッチ・タウンFCでは通算679試合で179得点を挙げ、殿堂入りを果たしている。

## タイトル
イプスウィッチ・タウンFC
- FAカップ : 1977-78
- UEFAカップ : 1980-81
- セカンドディヴィジョン : 1991-92

リヴァプールFC
- フットボールリーグファーストディビジョン : 1983–84, 1985–86

個人
- PFA年間最優秀選手賞 : 1980-81
- UEFAカップ得点王 : 1980-81
- ブラヴォー賞 : 1981
- PFA年間ベストイレブン : 1980-81
- イプスウィッチ・タウンFC年間最優秀選手賞 : 1988–89, 1989–90, 1991–92, 1993–94
- スコットランドサッカーの殿堂 : 2006